# 69259 Savostyanov
69259 Savostyanov eller 1982 ST7 är en asteroid i huvudbältet som upptäcktes den 18 september 1982 av den rysk-sovjetiske astronomen Nikolaj Tjernych vid Krims astrofysiska observatorium på Krim. Den har fått sitt namn efter Savostyanov Fedor Vasil’evich.